# شنگ شالکن
 شنگ شالکن (انگلیسی: Sjeng Schalken؛ زاده ۸ سپتامبر ۱۹۷۶) یک تنیس‌باز اهل هلند است.